# بخش یانام
بخش یانام (به انگلیسی: Yanam district) یک منطقهٔ مسکونی در هند است که در پودوچری واقع شده‌است. بخش یانام ۵۵٬۶۲۶ نفر جمعیت دارد.